# Salwan Momika
Salwan Sabah Matthew Momika (en siríaco: ܣܠܘܢ ܨܒܚ ܡܬܝ ܡܘܡܝܟܐ; Bajdida, 23 de junio de 1986 - Hovsjö, Södertälije, 29 de enero de 2025) fue un refugiado iraquí en Suecia, miembro de las Unidades de Movilización Popular y un activista ateo[cita requerida] antiislámico conocido por organizar demostraciones públicas en las que quemó el Corán. Fue asesinado el 29 de enero de 2025 durante una transmisión en vivo en TikTok.

## Trasfondo
Momika provenía del distrito Al-Hamdaniya de Bajdida, una ciudad en la provincia de Nínive, al norte de Irak. Era de etnia asiria-aramea y se crio como católico sirio.  Durante la guerra civil iraquí, cuando los cristianos fueron perseguidos por el Estado Islámico de Irak (precursor del Dáesh), Momika se unió al Partido Patriótico Asirio y trabajó como guardia de seguridad en la sede del partido en Mosul. Según fuentes del gobierno iraquí, Momika huyó de su ciudad natal en 2012 después de que el tribunal local lo declarara culpable de causar una muerte injusta durante un accidente automovilístico y lo condenara a tres años de prisión en Badush.
Después de la caída de Mosul ante los militantes del Estado Islámico en junio de 2014, Momika se unió a las Fuerzas de Movilización Popular (PMF) para luchar contra él. En concreto, ha aparecido en vídeos con uniforme militar, como parte de la unidad cristiana «Batallones Espíritu de Dios Jesús Hijo de María» (Kataib Rouh Allah Issa Ibn Miriam), portando armas de fuego y prometiendo lealtad a las Brigadas Imam Ali (a las que está vinculada la unidad cristiana), que son una facción a su vez de las PMF y parte del Movimiento Islámico de Irak. Se sabe que las Brigadas Imam Ali tienen estrechos vínculos con Irán y se las considera un agente iraní. Las brigadas también fueron acusadas de cometer crímenes de guerra y de participar en violencia sectaria. 
Momika también fundó la «Unión Democrática Siria» y los «Halcones de las Fuerzas Sirias» en 2014, una milicia armada que estaba afiliada a la milicia cristiana Brigada Babilonia, el ala armada del Movimiento Babilonia. En 2017, Momika estuvo involucrada en una lucha de poder interna con su compañero líder del Movimiento Babilonia, Rayan al-Kildani, la cual perdió. Como consecuencia de ello, huyó del país. Se dice que Momika también estaba afiliada al Movimiento de la Asamblea Siriaca, un partido político que recibió apoyo del Gobierno de la Región del Kurdistán.

## Activismo

### Inmigración a Suecia
En 2017, Momika huyó a Alemania con una visa Schengen, donde anunció su ateísmo y apostasía del cristianismo. En abril de 2018, Momika solicitó una visa de refugiado para Suecia y desde entonces estuvo registrado como refugiado iraquí hasta abril de 2021, cuando se le concedió un permiso de residencia temporal de tres años, que expiraba en abril de 2024. A Momika se le negó la residencia permanente, necesaria para adquirir la ciudadanía sueca, porque mintió en su solicitud de asilo al negar que pertenecía a las Brigadas Imam Ali, afirmando que estaba asociado con la rama política y no con la rama paramilitar del movimiento. Fue visto en fotografías fuera del Riksdag junto con Robert Halef miembro del Riksdag por los Demócratas Cristianos. También se reunió con Julia Kronlid, diputada del Riksdag del mismo partido. Más tarde, Momika declaró que quería presentarse como candidato del partido a las elecciones al Riksdag.
Después de obtener un permiso de residencia en Suecia, mientras todavía estaba bajo investigación por sus vínculos con el grupo militante proiraní, amenazó con un cuchillo a un hombre con quien compartía alojamiento, por lo que fue condenado por amenazas ilegales el año siguiente. Fue condenado a libertad condicional y servicio comunitario.

### Quema del Corán
En 2023, Momika organizó una serie de demostraciones contra el Islam. Momika publicó docenas de videos en línea, a menudo con nombres de países de mayoría musulmana en árabe como hashtags, antes de las quemas del Corán. Durante estas manifestaciones, profanó el Corán y lo quemó con protección policial y permiso legal. Las quemas del Corán fueron acompañadas de ataques contra Momika.
También en 2023, la Agencia Sueca de Migraciones decidió que Momika debía ser expulsado del país. Sin embargo, debido a las amenazas que recibió en Irak, no se pudo ejecutar su expulsión, por lo que recibió un nuevo permiso de residencia temporal hasta abril de 2024.

### Deportación de Noruega
El 27 de marzo de 2024, se informó que Momika había abandonado Suecia rumbo a Noruega para solicitar asilo. Poco después de su partida, aparecieron en las redes sociales informes de que había sido encontrado muerto en Noruega, pero la policía local pareció negar los rumores. El 4 de abril, la policía noruega anunció que había arrestado a Momika el 28 de marzo y que planeaba deportarlo a Suecia basándose en el Reglamento de Dublín. Fue transportado de regreso al país vecino el 11 de abril. 

## Asesinato
Momika murió el 29 de enero de 2025, a la edad de 38 años, después de recibir un disparo en un aparente asesinato. Ocurrió en su casa de Södertälje durante una transmisión en vivo de TikTok. La policía halló el cuerpo de Salwan Momika con múltiples impactos de bala  horas antes de que se emitiera la sentencia en su contra por "delitos de agitación contra un grupo étnico o nacional". Según un fiscal sueco, se han producido cinco detenciones en relación con el tiroteo. A consecuencia de su muerte, su veredicto en el caso de la quema del Corán se pospuso hasta el 3 de febrero.